# 沖一文字
沖 一文字（おき いちもんじ、本名・年齢非公開 ）は、主に関西を中心に活動している俳優・釣り師。【関西悪役俳優集団】所属、普段は週休二日で働く会社員（2025年3月より病気療養のため会社員、役者、釣り師共に休業中）

## 来歴・人物
- 笑福亭鶴瓶が大人の事情で関西ローカルのTV・ラジオだけで活躍していた1980年代、鶴瓶がMCを務めるスタジオ収録の番組に参加していたファンや視聴者を集めて毎年夏に一泊二日で行われていた『鶴瓶の七夕大運動会』というイベントで現在の妻と知り合い結婚、現在に至る。
- 仕事で沖の結婚披露宴に出席できない鶴瓶が、事前に沖の実家に電話を掛けて両親へお祝いの言葉を贈り、披露宴にはユーモアたっぷりの祝電を打ったことから沖は、『仮に世界中の人が全員、鶴瓶さんのアンチになったとしても、自分だけは死んでも鶴瓶さんを応援し続ける！』と公言している。
- 趣味の海釣りがきっかけで2003年よりスカパーの釣り番組に指南役として不定期に出演していた。
- 初めて釣り番組に出た際には本名での出演であったが、2回目のロケ以降は一緒に出演した釣り仲間と共に釣り関連の掲示板で使用していたハンドルネームの『沖一文字』で出演、その後、正式に『沖一文字』を芸名として現在に至る。
- 2010年に映画監督の阿見松ノ介と知り合い、映画出演を果たす。
- その後、大木ミノル監督作品の映画数本に出演、助監督を務めながら同監督の「時空脱獄NINJA ジライヤ」で殺し屋を演じて以降、悪役のオファーが続く。
- 2025年現在、特定の事務所に所属せずにフリーランスの俳優として、ハーモニック所属の俳優・海道力也が団長を務める「関西悪役俳優集団」に所属し、悪役をメインに活動している。
- 大阪生まれ大阪生まれ育ちの生粋の大阪人であり、大阪弁（河内弁）がネイティブであるため、大阪を舞台とした作品の大阪弁指導（台本のセリフの校正、撮影現場での大阪弁の発音）も行う。
- 2025年2月、『脊髄硬膜動静脈瘻』を発症、右足に麻痺、痺れが出たため、左足にも麻痺が出ないように3月に予防の為の手術をして手術そのものは成功するも手術の後遺症により、脊髄周辺に何らかの影響が出て、両手足に麻痺、痺れ、痺れからくる痛みが出るものの発症率が年間で10万人に0.3人ぐらいの珍しい病気のため、以後の治療方法が確立せず、2025年6月現在、要介護認定となり、復帰に向けてリハビリ中。
- 尊敬している俳優に内藤剛志、國村隼、共演したい女優に今田美桜、小池栄子、小芝風花、山之内すずを公言している。

## 映画

### 長編映画
- 『心霊音THE MOVIE 完全版』（2010年・阿見松ノ介監督）- 不動産業者 役
- 『サンズ SUN OF THE DEAD』（2011年・阿見松ノ介監督）- ゾンビ 役
- 『ストレンジ・ワン・デイ 世にも奇妙な1日たち』（2012年・阿見松ノ介監督）- 殺し屋 役
- 『大阪最後の日』（2013年・大木ミノル監督）- 闇金業者 役
- 『恋の映画を作ろう』（2014年・大木ミノル監督）- 二代目本屋店主 役、助監督
- 『時空脱獄NINJA ジライヤ』（2014年・大木ミノル監督・第一回伊賀の國忍者映画祭 審査員特別賞受賞）- 殺し屋イチ 役、助監督
- 『時空脱獄NINJA ジライヤ 完全版』（2014年・大木ミノル監督）- 殺し屋イチ 役、助監督
- 『えぇがな』（2014年・河本政則監督）- 映画監督 朝一昇 役
- 『コントロール・オブ・バイオレンス』（2015年・石原貴洋監督）- 外道・杉村（ハゲ） 役
- 『大阪闇金』（2021年・石原貴洋監督）- ヤクザ組員 役
- 『赤穂夢物語り ～令和龍國伝～　～元禄英雄伝～』（2021年・鬼村悠希監督）- 香圓和尚 役
- 『極道系Vチューバー達磨』（2021年・松本大樹監督）- 伴三郎 役
- 『大阪カジノ』（2023年・石原貴洋監督）- 保険会社社長 役
- 『SAVAGE-獲るのは誰だ?』（2023年・吉田由一監督）- 剣菱一家・寺内 役

### 短編映画
- 『処刑人フジムラ』（ストレンジ・ワン・デイ 世にも奇妙な1日たち・シリーズ）（2012年・阿見松ノ介監督）- 殺し屋 役
- 『借金チキン』(大阪最後の日・シリーズ)（2013年・大木ミノル監督）- 闇金業者 役
- 『時空脱獄NINJA』（2014年・大木ミノル監督）- 殺し屋イチ 役　第一回映画少年短編映画祭 技術賞
- 『妖怪剣客』(ワークショップ作品)（2016年・大木ミノル監督）- スタッフ
- 『自動車工場』(ワークショップ作品)（2016年・大木ミノル監督）- 助監督
- 『シュガー』（2019年・海道力也監督）- 主演・虎雄 役　ゆうばり国際ファンタスティック映画祭2019 上映作品
- 『アニマルバスターズ』（2019年・鬼村悠希監督）- 下菊一家組員 役　大阪48時間映画祭2019 作品賞2位、観客賞グループA 1位、監督賞、振付/アクション賞 受賞作品
- 『アンチアートモダニズム』（2019年・鬼村悠希監督）- 現場監督 役
- 『お洗濯』（2019年・鬼村悠希監督）-  常連さん 役
- 『ドスえもん』（2019年・金本真吾監督）-  龍一 役
- 『鬼才監督』（2020年・金本真吾監督）-  ヤクザ組長 役
- 『グロッキー』（2021年・鎌田尚子監督）- 銀角 役

### YouTube
- 『麻里の事件簿』（2021年・マイマジ・吹田有規監督）- 草野正一 役
- 『シン・ゴジラ』（2021年・マイマジ・吹田有規監督）- 東出防衛大臣 役
- 『プリセプト』（2021年・マイマジ・吹田有規監督）- 中身役
- 『世界の終末に君が笑う』（2021年・マイマジ・吹田有規監督）- 広中先生 役
- 『SG.A.Wシリーズ・OBLIGATE』（2024年・マイマジ・吹田有規監督）- 吾妻組組員・ 別府尚樹役
- 『SG.A.Wシリーズ・LIVINGHELL』（2024年・マイマジ・吹田有規監督）- 吾妻組組員・ 別府尚樹役

## TV

### CS
- 『関西発!海釣り派』（スカパー・釣りビジョン）（〜2014年）- 指南役[1]
- 『関西発!RASHIKU派』（スカパー・釣りビジョン）（2020年）- 指南役

### 地上波
- 『ガツン!』（テレビ大阪）（2007年〜2008年）- トークパネラー[2]
- 『山村美紗サスペンス 狩矢警部シリーズ14 「京都ベリーダンス殺人事件」』（TBS）（2014.12.22）- クラブ客 役
- 『惑星スミスでネイキッドランチを』（サンテレビ）（2021年4~6月）- 丹波組組員 役
- 『稲妻ムービーマーケット』（サンテレビ）（2023年4~6月）- 自動車泥棒・北村 役

## ネット配信番組
- IDOBATA ホラー噺(DEERs NARA ニコニコ生放送)（2014年〜2015年7月）
- 真・IDOBATA ホラー噺(AHOAHOチャンネル ニコニコ生放送)（2015年9月〜2016年3月）